# كي نولت سميث
كي نولت سميث (بالإنجليزية: Kay Nolte Smith)‏ (4 يوليو 1932، إفيليث في الولايات المتحدة - 25 سبتمبر 1993، لونغ برانش في الولايات المتحدة)؛ روائية أمريكية. درست في جامعة منيسوتا.